# اکویتزیو دل کانج، میچیکان
اکویتزیو دل کانج، میچیکان (به اسپانیایی: Acuitzio del Canje, Michoacán) در مکزیک است که در میچوآکان واقع شده‌است.

## خصوصیات
اکویتزیو دل کانج ۲٬۰۸۰ متر بالاتر از سطح دریا واقع شده‌است.